# Gazzuolo
Gazzuolo (Gasöl in dialetto mantovano) è un comune italiano di 2 031 abitanti della provincia di Mantova in Lombardia. Da giugno 2014, con i comuni di Commessaggio e San Martino dall'Argine, fa parte dell'Unione dei comuni Lombarda Terre d'Oglio.

## Geografia fisica
Gazzuolo è situato sulla sponda destra del fiume Oglio, a 20 km a sud-ovest di Mantova.

## Origini del nome
Il nome Gazzuolo deriva probabilmente dal longobardo gahangi.

## Storia
Nel 1393 i gazzolesi firmano un atto di dedizione ai Gonzaga. Gazzuolo, dopo la morte di Gianfrancesco Gonzaga,  passò in eredità al figlio Carlo a cui succedette il fratello Ludovico III Gonzaga.
Fu con Gianfrancesco Gonzaga che Gazzuolo assunse un ruolo importante nella storia. Venne edificata la rocca, circondata da fossato, che divenne la sua residenza e nella quale, assieme alla consorte Antonia del Balzo, vennero ospitati illustri personaggi: Matteo Bandello, Ludovico Ariosto e Baldassarre Castiglione.
Nasceva qui il ramo dei "Gonzaga di Sabbioneta".

### Simboli
Lo stemma e il gonfalone sono stati concessi con DPR del 18 novembre 1959.
Il gonfalone è un drappo di verde.

## Monumenti e luoghi d'interesse
- Castello di Gazzuolo
- Portici gonzagheschi
- Palazzo Gonzaga[8]

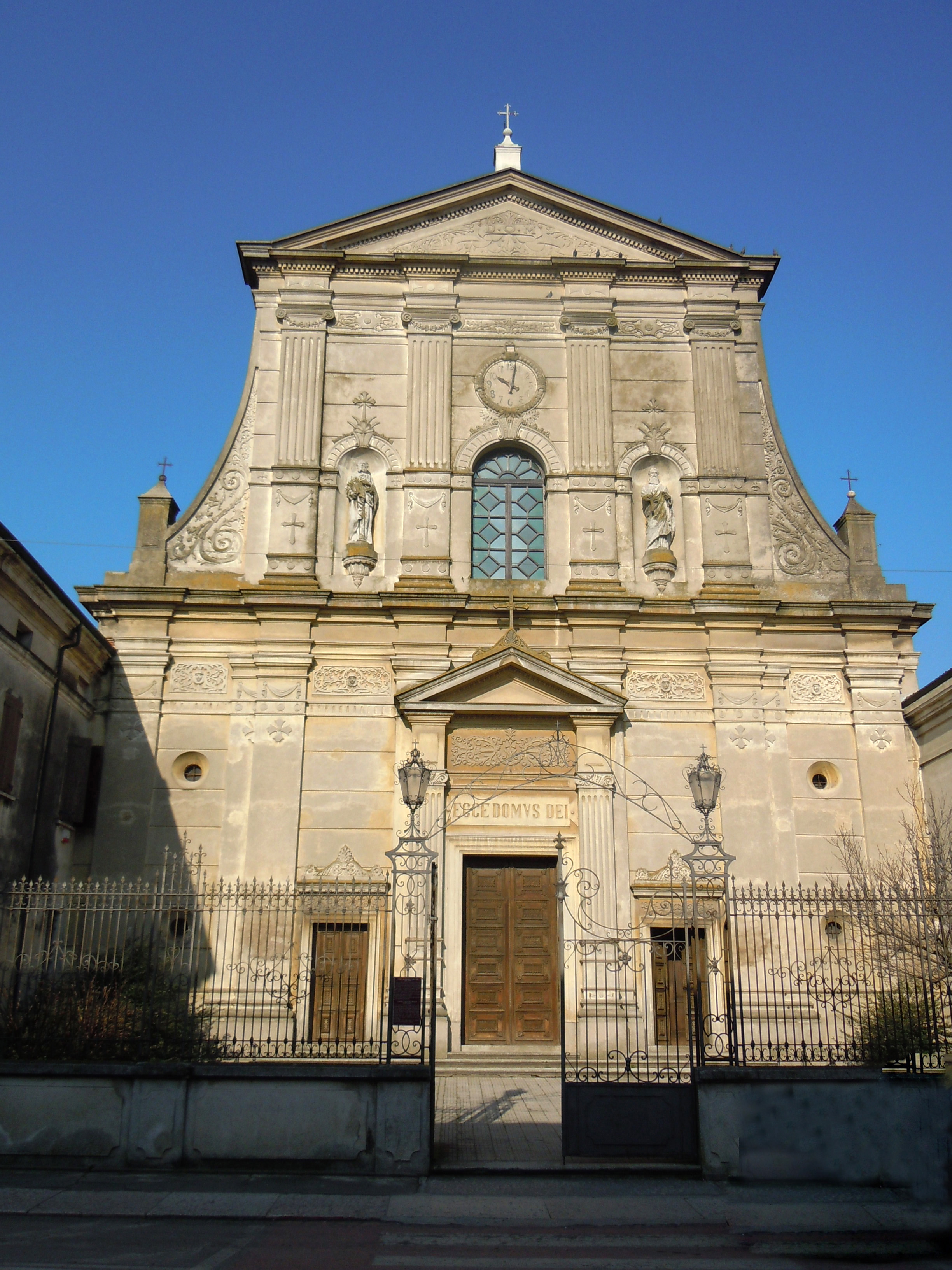
Chiesa Santa Maria Nascente

- Chiesa di Santa Maria Nascente, del XVII secolo
- Chiesa di San Rocco
- Oratorio di San Pietro a Belforte, del X secolo
- Casa Bergamaschi ex Gonzaga-Pico, del XV secolo

## Società

### Evoluzione demografica
Abitanti censiti

## Cultura

### Musei
- Centro della comunicazione audiovisiva Collezione Oreste Coni

## Infrastrutture e trasporti
Gazzuolo è attraversata dalla strada statale 420 Sabbionetana.
Il servizio di collegamento con Mantova è costituito da autocorse svolte dall'APAM; in passato, fra il 1886 e il 1933, era attiva una stazione lungo la tranvia Mantova-Viadana.